# Kolumna (film)
Kolumna – kosowski film fabularny z roku 2012 w reżyserii Ujkana Hysaja.

## Opis fabuły
W czasie wojny w Kosowie 1999 roku rodzina Adema musi uciekać. Zostają zatrzymani na przejściu granicznym przez serbski oddział paramilitarny. Adem nie ma pieniędzy, aby wykupić obu chłopców i musi podjąć decyzję - czy skazać na śmierć własnego syna czy też bratanka.
Premiera filmu odbyła się na Festiwalu Filmowym w Prisztinie.

## Obsada
- Sunaj Raça jako Adem
- Włado Jowanowski jako kapitan
- Arbnesha Grabovci-Nixha jako Drita
- Irena Cahani jako Teuta
- Vedat Haxhiislami jako artysta
- Albulena Kryeziu jako narzeczona
- Nebi Aliu
- Xhevdet Doda
- Shkelqim Islami
- Besnik Krapi
- Enis Krapi
- Sylejman Lokaj
- Bislim Muqaj
- Don Raça

## Nagrody i wyróżnienia
- 2012: Warszawski Międzynarodowy Festiwal Filmowy
  - nagroda publiczności
  - Grand Prix dla najlepszego filmu krótkometrażowego

- 2013: Międzynarodowy Festiwal Filmowy w Cleveland
  - nagroda dla najlepszego filmu krótkometrażowego

- 2013: Festiwal Filmu Niezależnego w Rzymie
  - nagroda jury RIFF

- 2013: Festiwal Filmu Europejskiego Alpinale
  - nagroda Złotego Jednorożca